# Francisco de Sánchez de la Barreda
Francisco Sánchez de la Barreda y Vera (Santiago del Cile, ... – Santiago del Cile, gennaio o febbraio del 1738) è stato un avvocato ed amministratore coloniale spagnolo.
Era il più anziano membro della Audiencia Reale del Cile, per cui divenne Governatore Reale del Cile quando morì Gabriel Cano. Fu governatore tra il novembre 1733 ed il maggio 1734.

## Biografia

### Gioventù
Francisco nacque a Santiago del Cile, e si laureò in diritto.

### Governo
Secondo lo storico Diego Barros Arana, il governo di Barreda fu breve e poco importante. Durante la sua amministrazione il cabildo di Santiago inviò al viceré del Perù la richiesta di nominare Mauricio de Zavala come governatore al posto di Barreda, fino all'arrivo del titolare Bruno, che sarebbe giunto passando da Buenos Aires. Zavala non accettò mai la richiesta. La notizia di navi olandesi ancorate nei pressi di Valdivia si sparse, giungendo all'orecchio di Barreda. Egli inviò 200 uomini per evitare un possibile sbarco o il contrabbando. Inaugurò Caja de Recogidas, un'opera iniziata da Gabriel Cano a Santiago. Questo istituto funse contemporaneamente da asilo e prigione femminile.
Il governo di Barreda terminò quando il viceré José de Armendáriz, marchese di Castelfuerte, decise di non confermarlo mettendo al suo posto un membro dell'esercito, il maresciallo di campo Manuel Silvestre de Salamanca Cano.

### Eredità
Dopo la sua morte, la sua famiglia divenne molto povera.

## Altri dati
Visse per un anno a Lima, nel 1712.
La sua casa era una delle poche che sopravvisse al terremoto di Santiago dell'8 luglio 1730, ed accolse le suore agostiniane, colpite dal sisma. Sposò Isabel Espinoza, da cui ebbe un figlio chiamato Domingo. Domingo sarebbe diventato sacerdote e cappellano della Audiencia Reale del Cile.